# Johannes Hedenius
Johannes Hedenius, född 1679 i Sundborns församling, Kopparbergs län, död 4 mars 1723 i Västerviks församling, Kalmar län, var en svensk präst.

## Biografi
Hedenius föddes 1679 i Sundborns socken, Dalarna. Han var son till kyrkoherden Johannes Hedenius i Svärdsjö församling och Kristina Flodaeus. Hedenius blev 1698 student vid Uppsala universitet och prästvigdes 1703. 1704 blev han komminister i Kungsholms församling i Stockholm. Hedenius gjorde 1707 en resa utomlands och blev samma år magistergraden vid Wittenbergs universitet. 1707 var han också regementspastor vid livdragonerna. Hedenius var med i kriget med Ryssland och följde kungen från Pultava till Turkiet. Han var 1710 notarie vid hovfältskonsistoriet. Hedenius blev 1717 kyrkoherde i Västerviks församling och 1720 prost. Han avled 4 mars 1723 i Västervik.

### Familj
Hedenius gifte sgi med Christina Ladau. Hon var dotter till en bryggare i Stockholm. De fick tillsammans barnen Christina (1705-1782) och Catharina. Laudau gifte senare om sig med kaptenen Roberg Qvillfelt.